# Israel Schiffmann
Israel Abramovič Schiffmann (Odessa, 27 settembre 1903 – Chișinău, 29 aprile 1930) è stato un compositore di scacchi russo naturalizzato rumeno.
Di famiglia ebraica, era figlio di un imprenditore nel settore metallurgico. Dopo l'istruzione di base studiò alla Università tecnica di Berlino. All'età di 21 anni contrasse una malattia polmonare e nel 1924 entrò in un sanatorio nel sud della Germania, dove cominciò a comporre problemi di scacchi. Dopo poco tempo si trasferì a Chișinău (all'epoca appartenente alla Romania). Nel 1930 fu colpito da una grave influenza che peggiorò le sue già precarie condizioni di salute, portandolo in pochi mesi alla morte all'età di soli 27 anni.
Nel breve periodo di cinque anni ottenne più di 60 premiazioni, tra cui circa 25 primi premi. Nella Coppa del Mondo di composizione del 1928 si classificò al secondo posto, e la vinse l'anno successivo. Compose circa 200 problemi di tutti i tipi, ma soprattutto in due mosse.
Fu editore della sezione due mosse della Revista Română de Şah dal 1928 fino alla morte.
Conoscitore di sei lingue (russo, tedesco, inglese, italiano, francese, rumeno), scrisse articoli su numerose riviste problemistiche ed è considerato un'autorità nel campo della composizione.
La compositrice svizzera Odette Vollenweider ha pubblicato gran parte dei suoi problemi, con lo pseudonimo "Gabriel Baumgartner", nel libro "Faszinierendes Schachproblem: Kompositionen von I. A. Schiffmann" (Zurigo, 1963).
Porta il suo nome il tema Schiffmann, una difesa tematica del due mosse: «Uno o più pezzi neri si inchiodano per impedire la minaccia di una batteria bianca. Seguono però altri matti che sfruttano le inchiodature».
Questo tema ha trovato larga applicazione nei problemi di matto in due, ed è stato utilizzato anche nei matti in tre.
Il problema del diagramma a sinistra è stato il "prototipo" del tema Schiffmann.
|   | a | b | c | d | e | f | g | h |   |
| 8 | a8 re del bianco · f8 alfiere del nero · f7 pedone del nero · a6 donna del bianco · f6 pedone del nero · g6 donna del nero · b5 pedone del nero · c5 torre del bianco · d5 pedone del nero · b4 pedone del bianco · d4 re del nero · e4 pedone del bianco · g4 torre del bianco · c3 cavallo del nero · d3 pedone del nero · d2 cavallo del bianco · f2 pedone del bianco · h2 alfiere del bianco · d1 alfiere del nero | a8 re del bianco · f8 alfiere del nero · f7 pedone del nero · a6 donna del bianco · f6 pedone del nero · g6 donna del nero · b5 pedone del nero · c5 torre del bianco · d5 pedone del nero · b4 pedone del bianco · d4 re del nero · e4 pedone del bianco · g4 torre del bianco · c3 cavallo del nero · d3 pedone del nero · d2 cavallo del bianco · f2 pedone del bianco · h2 alfiere del bianco · d1 alfiere del nero | a8 re del bianco · f8 alfiere del nero · f7 pedone del nero · a6 donna del bianco · f6 pedone del nero · g6 donna del nero · b5 pedone del nero · c5 torre del bianco · d5 pedone del nero · b4 pedone del bianco · d4 re del nero · e4 pedone del bianco · g4 torre del bianco · c3 cavallo del nero · d3 pedone del nero · d2 cavallo del bianco · f2 pedone del bianco · h2 alfiere del bianco · d1 alfiere del nero | a8 re del bianco · f8 alfiere del nero · f7 pedone del nero · a6 donna del bianco · f6 pedone del nero · g6 donna del nero · b5 pedone del nero · c5 torre del bianco · d5 pedone del nero · b4 pedone del bianco · d4 re del nero · e4 pedone del bianco · g4 torre del bianco · c3 cavallo del nero · d3 pedone del nero · d2 cavallo del bianco · f2 pedone del bianco · h2 alfiere del bianco · d1 alfiere del nero | a8 re del bianco · f8 alfiere del nero · f7 pedone del nero · a6 donna del bianco · f6 pedone del nero · g6 donna del nero · b5 pedone del nero · c5 torre del bianco · d5 pedone del nero · b4 pedone del bianco · d4 re del nero · e4 pedone del bianco · g4 torre del bianco · c3 cavallo del nero · d3 pedone del nero · d2 cavallo del bianco · f2 pedone del bianco · h2 alfiere del bianco · d1 alfiere del nero | a8 re del bianco · f8 alfiere del nero · f7 pedone del nero · a6 donna del bianco · f6 pedone del nero · g6 donna del nero · b5 pedone del nero · c5 torre del bianco · d5 pedone del nero · b4 pedone del bianco · d4 re del nero · e4 pedone del bianco · g4 torre del bianco · c3 cavallo del nero · d3 pedone del nero · d2 cavallo del bianco · f2 pedone del bianco · h2 alfiere del bianco · d1 alfiere del nero | a8 re del bianco · f8 alfiere del nero · f7 pedone del nero · a6 donna del bianco · f6 pedone del nero · g6 donna del nero · b5 pedone del nero · c5 torre del bianco · d5 pedone del nero · b4 pedone del bianco · d4 re del nero · e4 pedone del bianco · g4 torre del bianco · c3 cavallo del nero · d3 pedone del nero · d2 cavallo del bianco · f2 pedone del bianco · h2 alfiere del bianco · d1 alfiere del nero | a8 re del bianco · f8 alfiere del nero · f7 pedone del nero · a6 donna del bianco · f6 pedone del nero · g6 donna del nero · b5 pedone del nero · c5 torre del bianco · d5 pedone del nero · b4 pedone del bianco · d4 re del nero · e4 pedone del bianco · g4 torre del bianco · c3 cavallo del nero · d3 pedone del nero · d2 cavallo del bianco · f2 pedone del bianco · h2 alfiere del bianco · d1 alfiere del nero | 8 |
| 7 | a8 re del bianco · f8 alfiere del nero · f7 pedone del nero · a6 donna del bianco · f6 pedone del nero · g6 donna del nero · b5 pedone del nero · c5 torre del bianco · d5 pedone del nero · b4 pedone del bianco · d4 re del nero · e4 pedone del bianco · g4 torre del bianco · c3 cavallo del nero · d3 pedone del nero · d2 cavallo del bianco · f2 pedone del bianco · h2 alfiere del bianco · d1 alfiere del nero | a8 re del bianco · f8 alfiere del nero · f7 pedone del nero · a6 donna del bianco · f6 pedone del nero · g6 donna del nero · b5 pedone del nero · c5 torre del bianco · d5 pedone del nero · b4 pedone del bianco · d4 re del nero · e4 pedone del bianco · g4 torre del bianco · c3 cavallo del nero · d3 pedone del nero · d2 cavallo del bianco · f2 pedone del bianco · h2 alfiere del bianco · d1 alfiere del nero | a8 re del bianco · f8 alfiere del nero · f7 pedone del nero · a6 donna del bianco · f6 pedone del nero · g6 donna del nero · b5 pedone del nero · c5 torre del bianco · d5 pedone del nero · b4 pedone del bianco · d4 re del nero · e4 pedone del bianco · g4 torre del bianco · c3 cavallo del nero · d3 pedone del nero · d2 cavallo del bianco · f2 pedone del bianco · h2 alfiere del bianco · d1 alfiere del nero | a8 re del bianco · f8 alfiere del nero · f7 pedone del nero · a6 donna del bianco · f6 pedone del nero · g6 donna del nero · b5 pedone del nero · c5 torre del bianco · d5 pedone del nero · b4 pedone del bianco · d4 re del nero · e4 pedone del bianco · g4 torre del bianco · c3 cavallo del nero · d3 pedone del nero · d2 cavallo del bianco · f2 pedone del bianco · h2 alfiere del bianco · d1 alfiere del nero | a8 re del bianco · f8 alfiere del nero · f7 pedone del nero · a6 donna del bianco · f6 pedone del nero · g6 donna del nero · b5 pedone del nero · c5 torre del bianco · d5 pedone del nero · b4 pedone del bianco · d4 re del nero · e4 pedone del bianco · g4 torre del bianco · c3 cavallo del nero · d3 pedone del nero · d2 cavallo del bianco · f2 pedone del bianco · h2 alfiere del bianco · d1 alfiere del nero | a8 re del bianco · f8 alfiere del nero · f7 pedone del nero · a6 donna del bianco · f6 pedone del nero · g6 donna del nero · b5 pedone del nero · c5 torre del bianco · d5 pedone del nero · b4 pedone del bianco · d4 re del nero · e4 pedone del bianco · g4 torre del bianco · c3 cavallo del nero · d3 pedone del nero · d2 cavallo del bianco · f2 pedone del bianco · h2 alfiere del bianco · d1 alfiere del nero | a8 re del bianco · f8 alfiere del nero · f7 pedone del nero · a6 donna del bianco · f6 pedone del nero · g6 donna del nero · b5 pedone del nero · c5 torre del bianco · d5 pedone del nero · b4 pedone del bianco · d4 re del nero · e4 pedone del bianco · g4 torre del bianco · c3 cavallo del nero · d3 pedone del nero · d2 cavallo del bianco · f2 pedone del bianco · h2 alfiere del bianco · d1 alfiere del nero | a8 re del bianco · f8 alfiere del nero · f7 pedone del nero · a6 donna del bianco · f6 pedone del nero · g6 donna del nero · b5 pedone del nero · c5 torre del bianco · d5 pedone del nero · b4 pedone del bianco · d4 re del nero · e4 pedone del bianco · g4 torre del bianco · c3 cavallo del nero · d3 pedone del nero · d2 cavallo del bianco · f2 pedone del bianco · h2 alfiere del bianco · d1 alfiere del nero | 7 |
| 6 | a8 re del bianco · f8 alfiere del nero · f7 pedone del nero · a6 donna del bianco · f6 pedone del nero · g6 donna del nero · b5 pedone del nero · c5 torre del bianco · d5 pedone del nero · b4 pedone del bianco · d4 re del nero · e4 pedone del bianco · g4 torre del bianco · c3 cavallo del nero · d3 pedone del nero · d2 cavallo del bianco · f2 pedone del bianco · h2 alfiere del bianco · d1 alfiere del nero | a8 re del bianco · f8 alfiere del nero · f7 pedone del nero · a6 donna del bianco · f6 pedone del nero · g6 donna del nero · b5 pedone del nero · c5 torre del bianco · d5 pedone del nero · b4 pedone del bianco · d4 re del nero · e4 pedone del bianco · g4 torre del bianco · c3 cavallo del nero · d3 pedone del nero · d2 cavallo del bianco · f2 pedone del bianco · h2 alfiere del bianco · d1 alfiere del nero | a8 re del bianco · f8 alfiere del nero · f7 pedone del nero · a6 donna del bianco · f6 pedone del nero · g6 donna del nero · b5 pedone del nero · c5 torre del bianco · d5 pedone del nero · b4 pedone del bianco · d4 re del nero · e4 pedone del bianco · g4 torre del bianco · c3 cavallo del nero · d3 pedone del nero · d2 cavallo del bianco · f2 pedone del bianco · h2 alfiere del bianco · d1 alfiere del nero | a8 re del bianco · f8 alfiere del nero · f7 pedone del nero · a6 donna del bianco · f6 pedone del nero · g6 donna del nero · b5 pedone del nero · c5 torre del bianco · d5 pedone del nero · b4 pedone del bianco · d4 re del nero · e4 pedone del bianco · g4 torre del bianco · c3 cavallo del nero · d3 pedone del nero · d2 cavallo del bianco · f2 pedone del bianco · h2 alfiere del bianco · d1 alfiere del nero | a8 re del bianco · f8 alfiere del nero · f7 pedone del nero · a6 donna del bianco · f6 pedone del nero · g6 donna del nero · b5 pedone del nero · c5 torre del bianco · d5 pedone del nero · b4 pedone del bianco · d4 re del nero · e4 pedone del bianco · g4 torre del bianco · c3 cavallo del nero · d3 pedone del nero · d2 cavallo del bianco · f2 pedone del bianco · h2 alfiere del bianco · d1 alfiere del nero | a8 re del bianco · f8 alfiere del nero · f7 pedone del nero · a6 donna del bianco · f6 pedone del nero · g6 donna del nero · b5 pedone del nero · c5 torre del bianco · d5 pedone del nero · b4 pedone del bianco · d4 re del nero · e4 pedone del bianco · g4 torre del bianco · c3 cavallo del nero · d3 pedone del nero · d2 cavallo del bianco · f2 pedone del bianco · h2 alfiere del bianco · d1 alfiere del nero | a8 re del bianco · f8 alfiere del nero · f7 pedone del nero · a6 donna del bianco · f6 pedone del nero · g6 donna del nero · b5 pedone del nero · c5 torre del bianco · d5 pedone del nero · b4 pedone del bianco · d4 re del nero · e4 pedone del bianco · g4 torre del bianco · c3 cavallo del nero · d3 pedone del nero · d2 cavallo del bianco · f2 pedone del bianco · h2 alfiere del bianco · d1 alfiere del nero | a8 re del bianco · f8 alfiere del nero · f7 pedone del nero · a6 donna del bianco · f6 pedone del nero · g6 donna del nero · b5 pedone del nero · c5 torre del bianco · d5 pedone del nero · b4 pedone del bianco · d4 re del nero · e4 pedone del bianco · g4 torre del bianco · c3 cavallo del nero · d3 pedone del nero · d2 cavallo del bianco · f2 pedone del bianco · h2 alfiere del bianco · d1 alfiere del nero | 6 |
| 5 | a8 re del bianco · f8 alfiere del nero · f7 pedone del nero · a6 donna del bianco · f6 pedone del nero · g6 donna del nero · b5 pedone del nero · c5 torre del bianco · d5 pedone del nero · b4 pedone del bianco · d4 re del nero · e4 pedone del bianco · g4 torre del bianco · c3 cavallo del nero · d3 pedone del nero · d2 cavallo del bianco · f2 pedone del bianco · h2 alfiere del bianco · d1 alfiere del nero | a8 re del bianco · f8 alfiere del nero · f7 pedone del nero · a6 donna del bianco · f6 pedone del nero · g6 donna del nero · b5 pedone del nero · c5 torre del bianco · d5 pedone del nero · b4 pedone del bianco · d4 re del nero · e4 pedone del bianco · g4 torre del bianco · c3 cavallo del nero · d3 pedone del nero · d2 cavallo del bianco · f2 pedone del bianco · h2 alfiere del bianco · d1 alfiere del nero | a8 re del bianco · f8 alfiere del nero · f7 pedone del nero · a6 donna del bianco · f6 pedone del nero · g6 donna del nero · b5 pedone del nero · c5 torre del bianco · d5 pedone del nero · b4 pedone del bianco · d4 re del nero · e4 pedone del bianco · g4 torre del bianco · c3 cavallo del nero · d3 pedone del nero · d2 cavallo del bianco · f2 pedone del bianco · h2 alfiere del bianco · d1 alfiere del nero | a8 re del bianco · f8 alfiere del nero · f7 pedone del nero · a6 donna del bianco · f6 pedone del nero · g6 donna del nero · b5 pedone del nero · c5 torre del bianco · d5 pedone del nero · b4 pedone del bianco · d4 re del nero · e4 pedone del bianco · g4 torre del bianco · c3 cavallo del nero · d3 pedone del nero · d2 cavallo del bianco · f2 pedone del bianco · h2 alfiere del bianco · d1 alfiere del nero | a8 re del bianco · f8 alfiere del nero · f7 pedone del nero · a6 donna del bianco · f6 pedone del nero · g6 donna del nero · b5 pedone del nero · c5 torre del bianco · d5 pedone del nero · b4 pedone del bianco · d4 re del nero · e4 pedone del bianco · g4 torre del bianco · c3 cavallo del nero · d3 pedone del nero · d2 cavallo del bianco · f2 pedone del bianco · h2 alfiere del bianco · d1 alfiere del nero | a8 re del bianco · f8 alfiere del nero · f7 pedone del nero · a6 donna del bianco · f6 pedone del nero · g6 donna del nero · b5 pedone del nero · c5 torre del bianco · d5 pedone del nero · b4 pedone del bianco · d4 re del nero · e4 pedone del bianco · g4 torre del bianco · c3 cavallo del nero · d3 pedone del nero · d2 cavallo del bianco · f2 pedone del bianco · h2 alfiere del bianco · d1 alfiere del nero | a8 re del bianco · f8 alfiere del nero · f7 pedone del nero · a6 donna del bianco · f6 pedone del nero · g6 donna del nero · b5 pedone del nero · c5 torre del bianco · d5 pedone del nero · b4 pedone del bianco · d4 re del nero · e4 pedone del bianco · g4 torre del bianco · c3 cavallo del nero · d3 pedone del nero · d2 cavallo del bianco · f2 pedone del bianco · h2 alfiere del bianco · d1 alfiere del nero | a8 re del bianco · f8 alfiere del nero · f7 pedone del nero · a6 donna del bianco · f6 pedone del nero · g6 donna del nero · b5 pedone del nero · c5 torre del bianco · d5 pedone del nero · b4 pedone del bianco · d4 re del nero · e4 pedone del bianco · g4 torre del bianco · c3 cavallo del nero · d3 pedone del nero · d2 cavallo del bianco · f2 pedone del bianco · h2 alfiere del bianco · d1 alfiere del nero | 5 |
| 4 | a8 re del bianco · f8 alfiere del nero · f7 pedone del nero · a6 donna del bianco · f6 pedone del nero · g6 donna del nero · b5 pedone del nero · c5 torre del bianco · d5 pedone del nero · b4 pedone del bianco · d4 re del nero · e4 pedone del bianco · g4 torre del bianco · c3 cavallo del nero · d3 pedone del nero · d2 cavallo del bianco · f2 pedone del bianco · h2 alfiere del bianco · d1 alfiere del nero | a8 re del bianco · f8 alfiere del nero · f7 pedone del nero · a6 donna del bianco · f6 pedone del nero · g6 donna del nero · b5 pedone del nero · c5 torre del bianco · d5 pedone del nero · b4 pedone del bianco · d4 re del nero · e4 pedone del bianco · g4 torre del bianco · c3 cavallo del nero · d3 pedone del nero · d2 cavallo del bianco · f2 pedone del bianco · h2 alfiere del bianco · d1 alfiere del nero | a8 re del bianco · f8 alfiere del nero · f7 pedone del nero · a6 donna del bianco · f6 pedone del nero · g6 donna del nero · b5 pedone del nero · c5 torre del bianco · d5 pedone del nero · b4 pedone del bianco · d4 re del nero · e4 pedone del bianco · g4 torre del bianco · c3 cavallo del nero · d3 pedone del nero · d2 cavallo del bianco · f2 pedone del bianco · h2 alfiere del bianco · d1 alfiere del nero | a8 re del bianco · f8 alfiere del nero · f7 pedone del nero · a6 donna del bianco · f6 pedone del nero · g6 donna del nero · b5 pedone del nero · c5 torre del bianco · d5 pedone del nero · b4 pedone del bianco · d4 re del nero · e4 pedone del bianco · g4 torre del bianco · c3 cavallo del nero · d3 pedone del nero · d2 cavallo del bianco · f2 pedone del bianco · h2 alfiere del bianco · d1 alfiere del nero | a8 re del bianco · f8 alfiere del nero · f7 pedone del nero · a6 donna del bianco · f6 pedone del nero · g6 donna del nero · b5 pedone del nero · c5 torre del bianco · d5 pedone del nero · b4 pedone del bianco · d4 re del nero · e4 pedone del bianco · g4 torre del bianco · c3 cavallo del nero · d3 pedone del nero · d2 cavallo del bianco · f2 pedone del bianco · h2 alfiere del bianco · d1 alfiere del nero | a8 re del bianco · f8 alfiere del nero · f7 pedone del nero · a6 donna del bianco · f6 pedone del nero · g6 donna del nero · b5 pedone del nero · c5 torre del bianco · d5 pedone del nero · b4 pedone del bianco · d4 re del nero · e4 pedone del bianco · g4 torre del bianco · c3 cavallo del nero · d3 pedone del nero · d2 cavallo del bianco · f2 pedone del bianco · h2 alfiere del bianco · d1 alfiere del nero | a8 re del bianco · f8 alfiere del nero · f7 pedone del nero · a6 donna del bianco · f6 pedone del nero · g6 donna del nero · b5 pedone del nero · c5 torre del bianco · d5 pedone del nero · b4 pedone del bianco · d4 re del nero · e4 pedone del bianco · g4 torre del bianco · c3 cavallo del nero · d3 pedone del nero · d2 cavallo del bianco · f2 pedone del bianco · h2 alfiere del bianco · d1 alfiere del nero | a8 re del bianco · f8 alfiere del nero · f7 pedone del nero · a6 donna del bianco · f6 pedone del nero · g6 donna del nero · b5 pedone del nero · c5 torre del bianco · d5 pedone del nero · b4 pedone del bianco · d4 re del nero · e4 pedone del bianco · g4 torre del bianco · c3 cavallo del nero · d3 pedone del nero · d2 cavallo del bianco · f2 pedone del bianco · h2 alfiere del bianco · d1 alfiere del nero | 4 |
| 3 | a8 re del bianco · f8 alfiere del nero · f7 pedone del nero · a6 donna del bianco · f6 pedone del nero · g6 donna del nero · b5 pedone del nero · c5 torre del bianco · d5 pedone del nero · b4 pedone del bianco · d4 re del nero · e4 pedone del bianco · g4 torre del bianco · c3 cavallo del nero · d3 pedone del nero · d2 cavallo del bianco · f2 pedone del bianco · h2 alfiere del bianco · d1 alfiere del nero | a8 re del bianco · f8 alfiere del nero · f7 pedone del nero · a6 donna del bianco · f6 pedone del nero · g6 donna del nero · b5 pedone del nero · c5 torre del bianco · d5 pedone del nero · b4 pedone del bianco · d4 re del nero · e4 pedone del bianco · g4 torre del bianco · c3 cavallo del nero · d3 pedone del nero · d2 cavallo del bianco · f2 pedone del bianco · h2 alfiere del bianco · d1 alfiere del nero | a8 re del bianco · f8 alfiere del nero · f7 pedone del nero · a6 donna del bianco · f6 pedone del nero · g6 donna del nero · b5 pedone del nero · c5 torre del bianco · d5 pedone del nero · b4 pedone del bianco · d4 re del nero · e4 pedone del bianco · g4 torre del bianco · c3 cavallo del nero · d3 pedone del nero · d2 cavallo del bianco · f2 pedone del bianco · h2 alfiere del bianco · d1 alfiere del nero | a8 re del bianco · f8 alfiere del nero · f7 pedone del nero · a6 donna del bianco · f6 pedone del nero · g6 donna del nero · b5 pedone del nero · c5 torre del bianco · d5 pedone del nero · b4 pedone del bianco · d4 re del nero · e4 pedone del bianco · g4 torre del bianco · c3 cavallo del nero · d3 pedone del nero · d2 cavallo del bianco · f2 pedone del bianco · h2 alfiere del bianco · d1 alfiere del nero | a8 re del bianco · f8 alfiere del nero · f7 pedone del nero · a6 donna del bianco · f6 pedone del nero · g6 donna del nero · b5 pedone del nero · c5 torre del bianco · d5 pedone del nero · b4 pedone del bianco · d4 re del nero · e4 pedone del bianco · g4 torre del bianco · c3 cavallo del nero · d3 pedone del nero · d2 cavallo del bianco · f2 pedone del bianco · h2 alfiere del bianco · d1 alfiere del nero | a8 re del bianco · f8 alfiere del nero · f7 pedone del nero · a6 donna del bianco · f6 pedone del nero · g6 donna del nero · b5 pedone del nero · c5 torre del bianco · d5 pedone del nero · b4 pedone del bianco · d4 re del nero · e4 pedone del bianco · g4 torre del bianco · c3 cavallo del nero · d3 pedone del nero · d2 cavallo del bianco · f2 pedone del bianco · h2 alfiere del bianco · d1 alfiere del nero | a8 re del bianco · f8 alfiere del nero · f7 pedone del nero · a6 donna del bianco · f6 pedone del nero · g6 donna del nero · b5 pedone del nero · c5 torre del bianco · d5 pedone del nero · b4 pedone del bianco · d4 re del nero · e4 pedone del bianco · g4 torre del bianco · c3 cavallo del nero · d3 pedone del nero · d2 cavallo del bianco · f2 pedone del bianco · h2 alfiere del bianco · d1 alfiere del nero | a8 re del bianco · f8 alfiere del nero · f7 pedone del nero · a6 donna del bianco · f6 pedone del nero · g6 donna del nero · b5 pedone del nero · c5 torre del bianco · d5 pedone del nero · b4 pedone del bianco · d4 re del nero · e4 pedone del bianco · g4 torre del bianco · c3 cavallo del nero · d3 pedone del nero · d2 cavallo del bianco · f2 pedone del bianco · h2 alfiere del bianco · d1 alfiere del nero | 3 |
| 2 | a8 re del bianco · f8 alfiere del nero · f7 pedone del nero · a6 donna del bianco · f6 pedone del nero · g6 donna del nero · b5 pedone del nero · c5 torre del bianco · d5 pedone del nero · b4 pedone del bianco · d4 re del nero · e4 pedone del bianco · g4 torre del bianco · c3 cavallo del nero · d3 pedone del nero · d2 cavallo del bianco · f2 pedone del bianco · h2 alfiere del bianco · d1 alfiere del nero | a8 re del bianco · f8 alfiere del nero · f7 pedone del nero · a6 donna del bianco · f6 pedone del nero · g6 donna del nero · b5 pedone del nero · c5 torre del bianco · d5 pedone del nero · b4 pedone del bianco · d4 re del nero · e4 pedone del bianco · g4 torre del bianco · c3 cavallo del nero · d3 pedone del nero · d2 cavallo del bianco · f2 pedone del bianco · h2 alfiere del bianco · d1 alfiere del nero | a8 re del bianco · f8 alfiere del nero · f7 pedone del nero · a6 donna del bianco · f6 pedone del nero · g6 donna del nero · b5 pedone del nero · c5 torre del bianco · d5 pedone del nero · b4 pedone del bianco · d4 re del nero · e4 pedone del bianco · g4 torre del bianco · c3 cavallo del nero · d3 pedone del nero · d2 cavallo del bianco · f2 pedone del bianco · h2 alfiere del bianco · d1 alfiere del nero | a8 re del bianco · f8 alfiere del nero · f7 pedone del nero · a6 donna del bianco · f6 pedone del nero · g6 donna del nero · b5 pedone del nero · c5 torre del bianco · d5 pedone del nero · b4 pedone del bianco · d4 re del nero · e4 pedone del bianco · g4 torre del bianco · c3 cavallo del nero · d3 pedone del nero · d2 cavallo del bianco · f2 pedone del bianco · h2 alfiere del bianco · d1 alfiere del nero | a8 re del bianco · f8 alfiere del nero · f7 pedone del nero · a6 donna del bianco · f6 pedone del nero · g6 donna del nero · b5 pedone del nero · c5 torre del bianco · d5 pedone del nero · b4 pedone del bianco · d4 re del nero · e4 pedone del bianco · g4 torre del bianco · c3 cavallo del nero · d3 pedone del nero · d2 cavallo del bianco · f2 pedone del bianco · h2 alfiere del bianco · d1 alfiere del nero | a8 re del bianco · f8 alfiere del nero · f7 pedone del nero · a6 donna del bianco · f6 pedone del nero · g6 donna del nero · b5 pedone del nero · c5 torre del bianco · d5 pedone del nero · b4 pedone del bianco · d4 re del nero · e4 pedone del bianco · g4 torre del bianco · c3 cavallo del nero · d3 pedone del nero · d2 cavallo del bianco · f2 pedone del bianco · h2 alfiere del bianco · d1 alfiere del nero | a8 re del bianco · f8 alfiere del nero · f7 pedone del nero · a6 donna del bianco · f6 pedone del nero · g6 donna del nero · b5 pedone del nero · c5 torre del bianco · d5 pedone del nero · b4 pedone del bianco · d4 re del nero · e4 pedone del bianco · g4 torre del bianco · c3 cavallo del nero · d3 pedone del nero · d2 cavallo del bianco · f2 pedone del bianco · h2 alfiere del bianco · d1 alfiere del nero | a8 re del bianco · f8 alfiere del nero · f7 pedone del nero · a6 donna del bianco · f6 pedone del nero · g6 donna del nero · b5 pedone del nero · c5 torre del bianco · d5 pedone del nero · b4 pedone del bianco · d4 re del nero · e4 pedone del bianco · g4 torre del bianco · c3 cavallo del nero · d3 pedone del nero · d2 cavallo del bianco · f2 pedone del bianco · h2 alfiere del bianco · d1 alfiere del nero | 2 |
| 1 | a8 re del bianco · f8 alfiere del nero · f7 pedone del nero · a6 donna del bianco · f6 pedone del nero · g6 donna del nero · b5 pedone del nero · c5 torre del bianco · d5 pedone del nero · b4 pedone del bianco · d4 re del nero · e4 pedone del bianco · g4 torre del bianco · c3 cavallo del nero · d3 pedone del nero · d2 cavallo del bianco · f2 pedone del bianco · h2 alfiere del bianco · d1 alfiere del nero | a8 re del bianco · f8 alfiere del nero · f7 pedone del nero · a6 donna del bianco · f6 pedone del nero · g6 donna del nero · b5 pedone del nero · c5 torre del bianco · d5 pedone del nero · b4 pedone del bianco · d4 re del nero · e4 pedone del bianco · g4 torre del bianco · c3 cavallo del nero · d3 pedone del nero · d2 cavallo del bianco · f2 pedone del bianco · h2 alfiere del bianco · d1 alfiere del nero | a8 re del bianco · f8 alfiere del nero · f7 pedone del nero · a6 donna del bianco · f6 pedone del nero · g6 donna del nero · b5 pedone del nero · c5 torre del bianco · d5 pedone del nero · b4 pedone del bianco · d4 re del nero · e4 pedone del bianco · g4 torre del bianco · c3 cavallo del nero · d3 pedone del nero · d2 cavallo del bianco · f2 pedone del bianco · h2 alfiere del bianco · d1 alfiere del nero | a8 re del bianco · f8 alfiere del nero · f7 pedone del nero · a6 donna del bianco · f6 pedone del nero · g6 donna del nero · b5 pedone del nero · c5 torre del bianco · d5 pedone del nero · b4 pedone del bianco · d4 re del nero · e4 pedone del bianco · g4 torre del bianco · c3 cavallo del nero · d3 pedone del nero · d2 cavallo del bianco · f2 pedone del bianco · h2 alfiere del bianco · d1 alfiere del nero | a8 re del bianco · f8 alfiere del nero · f7 pedone del nero · a6 donna del bianco · f6 pedone del nero · g6 donna del nero · b5 pedone del nero · c5 torre del bianco · d5 pedone del nero · b4 pedone del bianco · d4 re del nero · e4 pedone del bianco · g4 torre del bianco · c3 cavallo del nero · d3 pedone del nero · d2 cavallo del bianco · f2 pedone del bianco · h2 alfiere del bianco · d1 alfiere del nero | a8 re del bianco · f8 alfiere del nero · f7 pedone del nero · a6 donna del bianco · f6 pedone del nero · g6 donna del nero · b5 pedone del nero · c5 torre del bianco · d5 pedone del nero · b4 pedone del bianco · d4 re del nero · e4 pedone del bianco · g4 torre del bianco · c3 cavallo del nero · d3 pedone del nero · d2 cavallo del bianco · f2 pedone del bianco · h2 alfiere del bianco · d1 alfiere del nero | a8 re del bianco · f8 alfiere del nero · f7 pedone del nero · a6 donna del bianco · f6 pedone del nero · g6 donna del nero · b5 pedone del nero · c5 torre del bianco · d5 pedone del nero · b4 pedone del bianco · d4 re del nero · e4 pedone del bianco · g4 torre del bianco · c3 cavallo del nero · d3 pedone del nero · d2 cavallo del bianco · f2 pedone del bianco · h2 alfiere del bianco · d1 alfiere del nero | a8 re del bianco · f8 alfiere del nero · f7 pedone del nero · a6 donna del bianco · f6 pedone del nero · g6 donna del nero · b5 pedone del nero · c5 torre del bianco · d5 pedone del nero · b4 pedone del bianco · d4 re del nero · e4 pedone del bianco · g4 torre del bianco · c3 cavallo del nero · d3 pedone del nero · d2 cavallo del bianco · f2 pedone del bianco · h2 alfiere del bianco · d1 alfiere del nero | 1 |
|   | a | b | c | d | e | f | g | h |   |

Soluzione:
Chiave:  Ag1!  (minaccia  2. f4#)

1. ... Dxg4/Dxe4  2. Dxf6#

1. ... Cxe4  2. Da1#

|   | a | b | c | d | e | f | g | h |   |
| 8 | a8 re del bianco · f8 alfiere del bianco · g8 alfiere del bianco · b7 donna del bianco · f6 pedone del nero · c4 torre del bianco · f4 torre del nero · h4 torre del nero · a3 cavallo del bianco · d3 cavallo del bianco · g3 donna del nero · a2 re del nero · b2 pedone del nero · d2 pedone del nero · f2 pedone del nero · h2 pedone del nero · a1 alfiere del nero | a8 re del bianco · f8 alfiere del bianco · g8 alfiere del bianco · b7 donna del bianco · f6 pedone del nero · c4 torre del bianco · f4 torre del nero · h4 torre del nero · a3 cavallo del bianco · d3 cavallo del bianco · g3 donna del nero · a2 re del nero · b2 pedone del nero · d2 pedone del nero · f2 pedone del nero · h2 pedone del nero · a1 alfiere del nero | a8 re del bianco · f8 alfiere del bianco · g8 alfiere del bianco · b7 donna del bianco · f6 pedone del nero · c4 torre del bianco · f4 torre del nero · h4 torre del nero · a3 cavallo del bianco · d3 cavallo del bianco · g3 donna del nero · a2 re del nero · b2 pedone del nero · d2 pedone del nero · f2 pedone del nero · h2 pedone del nero · a1 alfiere del nero | a8 re del bianco · f8 alfiere del bianco · g8 alfiere del bianco · b7 donna del bianco · f6 pedone del nero · c4 torre del bianco · f4 torre del nero · h4 torre del nero · a3 cavallo del bianco · d3 cavallo del bianco · g3 donna del nero · a2 re del nero · b2 pedone del nero · d2 pedone del nero · f2 pedone del nero · h2 pedone del nero · a1 alfiere del nero | a8 re del bianco · f8 alfiere del bianco · g8 alfiere del bianco · b7 donna del bianco · f6 pedone del nero · c4 torre del bianco · f4 torre del nero · h4 torre del nero · a3 cavallo del bianco · d3 cavallo del bianco · g3 donna del nero · a2 re del nero · b2 pedone del nero · d2 pedone del nero · f2 pedone del nero · h2 pedone del nero · a1 alfiere del nero | a8 re del bianco · f8 alfiere del bianco · g8 alfiere del bianco · b7 donna del bianco · f6 pedone del nero · c4 torre del bianco · f4 torre del nero · h4 torre del nero · a3 cavallo del bianco · d3 cavallo del bianco · g3 donna del nero · a2 re del nero · b2 pedone del nero · d2 pedone del nero · f2 pedone del nero · h2 pedone del nero · a1 alfiere del nero | a8 re del bianco · f8 alfiere del bianco · g8 alfiere del bianco · b7 donna del bianco · f6 pedone del nero · c4 torre del bianco · f4 torre del nero · h4 torre del nero · a3 cavallo del bianco · d3 cavallo del bianco · g3 donna del nero · a2 re del nero · b2 pedone del nero · d2 pedone del nero · f2 pedone del nero · h2 pedone del nero · a1 alfiere del nero | a8 re del bianco · f8 alfiere del bianco · g8 alfiere del bianco · b7 donna del bianco · f6 pedone del nero · c4 torre del bianco · f4 torre del nero · h4 torre del nero · a3 cavallo del bianco · d3 cavallo del bianco · g3 donna del nero · a2 re del nero · b2 pedone del nero · d2 pedone del nero · f2 pedone del nero · h2 pedone del nero · a1 alfiere del nero | 8 |
| 7 | a8 re del bianco · f8 alfiere del bianco · g8 alfiere del bianco · b7 donna del bianco · f6 pedone del nero · c4 torre del bianco · f4 torre del nero · h4 torre del nero · a3 cavallo del bianco · d3 cavallo del bianco · g3 donna del nero · a2 re del nero · b2 pedone del nero · d2 pedone del nero · f2 pedone del nero · h2 pedone del nero · a1 alfiere del nero | a8 re del bianco · f8 alfiere del bianco · g8 alfiere del bianco · b7 donna del bianco · f6 pedone del nero · c4 torre del bianco · f4 torre del nero · h4 torre del nero · a3 cavallo del bianco · d3 cavallo del bianco · g3 donna del nero · a2 re del nero · b2 pedone del nero · d2 pedone del nero · f2 pedone del nero · h2 pedone del nero · a1 alfiere del nero | a8 re del bianco · f8 alfiere del bianco · g8 alfiere del bianco · b7 donna del bianco · f6 pedone del nero · c4 torre del bianco · f4 torre del nero · h4 torre del nero · a3 cavallo del bianco · d3 cavallo del bianco · g3 donna del nero · a2 re del nero · b2 pedone del nero · d2 pedone del nero · f2 pedone del nero · h2 pedone del nero · a1 alfiere del nero | a8 re del bianco · f8 alfiere del bianco · g8 alfiere del bianco · b7 donna del bianco · f6 pedone del nero · c4 torre del bianco · f4 torre del nero · h4 torre del nero · a3 cavallo del bianco · d3 cavallo del bianco · g3 donna del nero · a2 re del nero · b2 pedone del nero · d2 pedone del nero · f2 pedone del nero · h2 pedone del nero · a1 alfiere del nero | a8 re del bianco · f8 alfiere del bianco · g8 alfiere del bianco · b7 donna del bianco · f6 pedone del nero · c4 torre del bianco · f4 torre del nero · h4 torre del nero · a3 cavallo del bianco · d3 cavallo del bianco · g3 donna del nero · a2 re del nero · b2 pedone del nero · d2 pedone del nero · f2 pedone del nero · h2 pedone del nero · a1 alfiere del nero | a8 re del bianco · f8 alfiere del bianco · g8 alfiere del bianco · b7 donna del bianco · f6 pedone del nero · c4 torre del bianco · f4 torre del nero · h4 torre del nero · a3 cavallo del bianco · d3 cavallo del bianco · g3 donna del nero · a2 re del nero · b2 pedone del nero · d2 pedone del nero · f2 pedone del nero · h2 pedone del nero · a1 alfiere del nero | a8 re del bianco · f8 alfiere del bianco · g8 alfiere del bianco · b7 donna del bianco · f6 pedone del nero · c4 torre del bianco · f4 torre del nero · h4 torre del nero · a3 cavallo del bianco · d3 cavallo del bianco · g3 donna del nero · a2 re del nero · b2 pedone del nero · d2 pedone del nero · f2 pedone del nero · h2 pedone del nero · a1 alfiere del nero | a8 re del bianco · f8 alfiere del bianco · g8 alfiere del bianco · b7 donna del bianco · f6 pedone del nero · c4 torre del bianco · f4 torre del nero · h4 torre del nero · a3 cavallo del bianco · d3 cavallo del bianco · g3 donna del nero · a2 re del nero · b2 pedone del nero · d2 pedone del nero · f2 pedone del nero · h2 pedone del nero · a1 alfiere del nero | 7 |
| 6 | a8 re del bianco · f8 alfiere del bianco · g8 alfiere del bianco · b7 donna del bianco · f6 pedone del nero · c4 torre del bianco · f4 torre del nero · h4 torre del nero · a3 cavallo del bianco · d3 cavallo del bianco · g3 donna del nero · a2 re del nero · b2 pedone del nero · d2 pedone del nero · f2 pedone del nero · h2 pedone del nero · a1 alfiere del nero | a8 re del bianco · f8 alfiere del bianco · g8 alfiere del bianco · b7 donna del bianco · f6 pedone del nero · c4 torre del bianco · f4 torre del nero · h4 torre del nero · a3 cavallo del bianco · d3 cavallo del bianco · g3 donna del nero · a2 re del nero · b2 pedone del nero · d2 pedone del nero · f2 pedone del nero · h2 pedone del nero · a1 alfiere del nero | a8 re del bianco · f8 alfiere del bianco · g8 alfiere del bianco · b7 donna del bianco · f6 pedone del nero · c4 torre del bianco · f4 torre del nero · h4 torre del nero · a3 cavallo del bianco · d3 cavallo del bianco · g3 donna del nero · a2 re del nero · b2 pedone del nero · d2 pedone del nero · f2 pedone del nero · h2 pedone del nero · a1 alfiere del nero | a8 re del bianco · f8 alfiere del bianco · g8 alfiere del bianco · b7 donna del bianco · f6 pedone del nero · c4 torre del bianco · f4 torre del nero · h4 torre del nero · a3 cavallo del bianco · d3 cavallo del bianco · g3 donna del nero · a2 re del nero · b2 pedone del nero · d2 pedone del nero · f2 pedone del nero · h2 pedone del nero · a1 alfiere del nero | a8 re del bianco · f8 alfiere del bianco · g8 alfiere del bianco · b7 donna del bianco · f6 pedone del nero · c4 torre del bianco · f4 torre del nero · h4 torre del nero · a3 cavallo del bianco · d3 cavallo del bianco · g3 donna del nero · a2 re del nero · b2 pedone del nero · d2 pedone del nero · f2 pedone del nero · h2 pedone del nero · a1 alfiere del nero | a8 re del bianco · f8 alfiere del bianco · g8 alfiere del bianco · b7 donna del bianco · f6 pedone del nero · c4 torre del bianco · f4 torre del nero · h4 torre del nero · a3 cavallo del bianco · d3 cavallo del bianco · g3 donna del nero · a2 re del nero · b2 pedone del nero · d2 pedone del nero · f2 pedone del nero · h2 pedone del nero · a1 alfiere del nero | a8 re del bianco · f8 alfiere del bianco · g8 alfiere del bianco · b7 donna del bianco · f6 pedone del nero · c4 torre del bianco · f4 torre del nero · h4 torre del nero · a3 cavallo del bianco · d3 cavallo del bianco · g3 donna del nero · a2 re del nero · b2 pedone del nero · d2 pedone del nero · f2 pedone del nero · h2 pedone del nero · a1 alfiere del nero | a8 re del bianco · f8 alfiere del bianco · g8 alfiere del bianco · b7 donna del bianco · f6 pedone del nero · c4 torre del bianco · f4 torre del nero · h4 torre del nero · a3 cavallo del bianco · d3 cavallo del bianco · g3 donna del nero · a2 re del nero · b2 pedone del nero · d2 pedone del nero · f2 pedone del nero · h2 pedone del nero · a1 alfiere del nero | 6 |
| 5 | a8 re del bianco · f8 alfiere del bianco · g8 alfiere del bianco · b7 donna del bianco · f6 pedone del nero · c4 torre del bianco · f4 torre del nero · h4 torre del nero · a3 cavallo del bianco · d3 cavallo del bianco · g3 donna del nero · a2 re del nero · b2 pedone del nero · d2 pedone del nero · f2 pedone del nero · h2 pedone del nero · a1 alfiere del nero | a8 re del bianco · f8 alfiere del bianco · g8 alfiere del bianco · b7 donna del bianco · f6 pedone del nero · c4 torre del bianco · f4 torre del nero · h4 torre del nero · a3 cavallo del bianco · d3 cavallo del bianco · g3 donna del nero · a2 re del nero · b2 pedone del nero · d2 pedone del nero · f2 pedone del nero · h2 pedone del nero · a1 alfiere del nero | a8 re del bianco · f8 alfiere del bianco · g8 alfiere del bianco · b7 donna del bianco · f6 pedone del nero · c4 torre del bianco · f4 torre del nero · h4 torre del nero · a3 cavallo del bianco · d3 cavallo del bianco · g3 donna del nero · a2 re del nero · b2 pedone del nero · d2 pedone del nero · f2 pedone del nero · h2 pedone del nero · a1 alfiere del nero | a8 re del bianco · f8 alfiere del bianco · g8 alfiere del bianco · b7 donna del bianco · f6 pedone del nero · c4 torre del bianco · f4 torre del nero · h4 torre del nero · a3 cavallo del bianco · d3 cavallo del bianco · g3 donna del nero · a2 re del nero · b2 pedone del nero · d2 pedone del nero · f2 pedone del nero · h2 pedone del nero · a1 alfiere del nero | a8 re del bianco · f8 alfiere del bianco · g8 alfiere del bianco · b7 donna del bianco · f6 pedone del nero · c4 torre del bianco · f4 torre del nero · h4 torre del nero · a3 cavallo del bianco · d3 cavallo del bianco · g3 donna del nero · a2 re del nero · b2 pedone del nero · d2 pedone del nero · f2 pedone del nero · h2 pedone del nero · a1 alfiere del nero | a8 re del bianco · f8 alfiere del bianco · g8 alfiere del bianco · b7 donna del bianco · f6 pedone del nero · c4 torre del bianco · f4 torre del nero · h4 torre del nero · a3 cavallo del bianco · d3 cavallo del bianco · g3 donna del nero · a2 re del nero · b2 pedone del nero · d2 pedone del nero · f2 pedone del nero · h2 pedone del nero · a1 alfiere del nero | a8 re del bianco · f8 alfiere del bianco · g8 alfiere del bianco · b7 donna del bianco · f6 pedone del nero · c4 torre del bianco · f4 torre del nero · h4 torre del nero · a3 cavallo del bianco · d3 cavallo del bianco · g3 donna del nero · a2 re del nero · b2 pedone del nero · d2 pedone del nero · f2 pedone del nero · h2 pedone del nero · a1 alfiere del nero | a8 re del bianco · f8 alfiere del bianco · g8 alfiere del bianco · b7 donna del bianco · f6 pedone del nero · c4 torre del bianco · f4 torre del nero · h4 torre del nero · a3 cavallo del bianco · d3 cavallo del bianco · g3 donna del nero · a2 re del nero · b2 pedone del nero · d2 pedone del nero · f2 pedone del nero · h2 pedone del nero · a1 alfiere del nero | 5 |
| 4 | a8 re del bianco · f8 alfiere del bianco · g8 alfiere del bianco · b7 donna del bianco · f6 pedone del nero · c4 torre del bianco · f4 torre del nero · h4 torre del nero · a3 cavallo del bianco · d3 cavallo del bianco · g3 donna del nero · a2 re del nero · b2 pedone del nero · d2 pedone del nero · f2 pedone del nero · h2 pedone del nero · a1 alfiere del nero | a8 re del bianco · f8 alfiere del bianco · g8 alfiere del bianco · b7 donna del bianco · f6 pedone del nero · c4 torre del bianco · f4 torre del nero · h4 torre del nero · a3 cavallo del bianco · d3 cavallo del bianco · g3 donna del nero · a2 re del nero · b2 pedone del nero · d2 pedone del nero · f2 pedone del nero · h2 pedone del nero · a1 alfiere del nero | a8 re del bianco · f8 alfiere del bianco · g8 alfiere del bianco · b7 donna del bianco · f6 pedone del nero · c4 torre del bianco · f4 torre del nero · h4 torre del nero · a3 cavallo del bianco · d3 cavallo del bianco · g3 donna del nero · a2 re del nero · b2 pedone del nero · d2 pedone del nero · f2 pedone del nero · h2 pedone del nero · a1 alfiere del nero | a8 re del bianco · f8 alfiere del bianco · g8 alfiere del bianco · b7 donna del bianco · f6 pedone del nero · c4 torre del bianco · f4 torre del nero · h4 torre del nero · a3 cavallo del bianco · d3 cavallo del bianco · g3 donna del nero · a2 re del nero · b2 pedone del nero · d2 pedone del nero · f2 pedone del nero · h2 pedone del nero · a1 alfiere del nero | a8 re del bianco · f8 alfiere del bianco · g8 alfiere del bianco · b7 donna del bianco · f6 pedone del nero · c4 torre del bianco · f4 torre del nero · h4 torre del nero · a3 cavallo del bianco · d3 cavallo del bianco · g3 donna del nero · a2 re del nero · b2 pedone del nero · d2 pedone del nero · f2 pedone del nero · h2 pedone del nero · a1 alfiere del nero | a8 re del bianco · f8 alfiere del bianco · g8 alfiere del bianco · b7 donna del bianco · f6 pedone del nero · c4 torre del bianco · f4 torre del nero · h4 torre del nero · a3 cavallo del bianco · d3 cavallo del bianco · g3 donna del nero · a2 re del nero · b2 pedone del nero · d2 pedone del nero · f2 pedone del nero · h2 pedone del nero · a1 alfiere del nero | a8 re del bianco · f8 alfiere del bianco · g8 alfiere del bianco · b7 donna del bianco · f6 pedone del nero · c4 torre del bianco · f4 torre del nero · h4 torre del nero · a3 cavallo del bianco · d3 cavallo del bianco · g3 donna del nero · a2 re del nero · b2 pedone del nero · d2 pedone del nero · f2 pedone del nero · h2 pedone del nero · a1 alfiere del nero | a8 re del bianco · f8 alfiere del bianco · g8 alfiere del bianco · b7 donna del bianco · f6 pedone del nero · c4 torre del bianco · f4 torre del nero · h4 torre del nero · a3 cavallo del bianco · d3 cavallo del bianco · g3 donna del nero · a2 re del nero · b2 pedone del nero · d2 pedone del nero · f2 pedone del nero · h2 pedone del nero · a1 alfiere del nero | 4 |
| 3 | a8 re del bianco · f8 alfiere del bianco · g8 alfiere del bianco · b7 donna del bianco · f6 pedone del nero · c4 torre del bianco · f4 torre del nero · h4 torre del nero · a3 cavallo del bianco · d3 cavallo del bianco · g3 donna del nero · a2 re del nero · b2 pedone del nero · d2 pedone del nero · f2 pedone del nero · h2 pedone del nero · a1 alfiere del nero | a8 re del bianco · f8 alfiere del bianco · g8 alfiere del bianco · b7 donna del bianco · f6 pedone del nero · c4 torre del bianco · f4 torre del nero · h4 torre del nero · a3 cavallo del bianco · d3 cavallo del bianco · g3 donna del nero · a2 re del nero · b2 pedone del nero · d2 pedone del nero · f2 pedone del nero · h2 pedone del nero · a1 alfiere del nero | a8 re del bianco · f8 alfiere del bianco · g8 alfiere del bianco · b7 donna del bianco · f6 pedone del nero · c4 torre del bianco · f4 torre del nero · h4 torre del nero · a3 cavallo del bianco · d3 cavallo del bianco · g3 donna del nero · a2 re del nero · b2 pedone del nero · d2 pedone del nero · f2 pedone del nero · h2 pedone del nero · a1 alfiere del nero | a8 re del bianco · f8 alfiere del bianco · g8 alfiere del bianco · b7 donna del bianco · f6 pedone del nero · c4 torre del bianco · f4 torre del nero · h4 torre del nero · a3 cavallo del bianco · d3 cavallo del bianco · g3 donna del nero · a2 re del nero · b2 pedone del nero · d2 pedone del nero · f2 pedone del nero · h2 pedone del nero · a1 alfiere del nero | a8 re del bianco · f8 alfiere del bianco · g8 alfiere del bianco · b7 donna del bianco · f6 pedone del nero · c4 torre del bianco · f4 torre del nero · h4 torre del nero · a3 cavallo del bianco · d3 cavallo del bianco · g3 donna del nero · a2 re del nero · b2 pedone del nero · d2 pedone del nero · f2 pedone del nero · h2 pedone del nero · a1 alfiere del nero | a8 re del bianco · f8 alfiere del bianco · g8 alfiere del bianco · b7 donna del bianco · f6 pedone del nero · c4 torre del bianco · f4 torre del nero · h4 torre del nero · a3 cavallo del bianco · d3 cavallo del bianco · g3 donna del nero · a2 re del nero · b2 pedone del nero · d2 pedone del nero · f2 pedone del nero · h2 pedone del nero · a1 alfiere del nero | a8 re del bianco · f8 alfiere del bianco · g8 alfiere del bianco · b7 donna del bianco · f6 pedone del nero · c4 torre del bianco · f4 torre del nero · h4 torre del nero · a3 cavallo del bianco · d3 cavallo del bianco · g3 donna del nero · a2 re del nero · b2 pedone del nero · d2 pedone del nero · f2 pedone del nero · h2 pedone del nero · a1 alfiere del nero | a8 re del bianco · f8 alfiere del bianco · g8 alfiere del bianco · b7 donna del bianco · f6 pedone del nero · c4 torre del bianco · f4 torre del nero · h4 torre del nero · a3 cavallo del bianco · d3 cavallo del bianco · g3 donna del nero · a2 re del nero · b2 pedone del nero · d2 pedone del nero · f2 pedone del nero · h2 pedone del nero · a1 alfiere del nero | 3 |
| 2 | a8 re del bianco · f8 alfiere del bianco · g8 alfiere del bianco · b7 donna del bianco · f6 pedone del nero · c4 torre del bianco · f4 torre del nero · h4 torre del nero · a3 cavallo del bianco · d3 cavallo del bianco · g3 donna del nero · a2 re del nero · b2 pedone del nero · d2 pedone del nero · f2 pedone del nero · h2 pedone del nero · a1 alfiere del nero | a8 re del bianco · f8 alfiere del bianco · g8 alfiere del bianco · b7 donna del bianco · f6 pedone del nero · c4 torre del bianco · f4 torre del nero · h4 torre del nero · a3 cavallo del bianco · d3 cavallo del bianco · g3 donna del nero · a2 re del nero · b2 pedone del nero · d2 pedone del nero · f2 pedone del nero · h2 pedone del nero · a1 alfiere del nero | a8 re del bianco · f8 alfiere del bianco · g8 alfiere del bianco · b7 donna del bianco · f6 pedone del nero · c4 torre del bianco · f4 torre del nero · h4 torre del nero · a3 cavallo del bianco · d3 cavallo del bianco · g3 donna del nero · a2 re del nero · b2 pedone del nero · d2 pedone del nero · f2 pedone del nero · h2 pedone del nero · a1 alfiere del nero | a8 re del bianco · f8 alfiere del bianco · g8 alfiere del bianco · b7 donna del bianco · f6 pedone del nero · c4 torre del bianco · f4 torre del nero · h4 torre del nero · a3 cavallo del bianco · d3 cavallo del bianco · g3 donna del nero · a2 re del nero · b2 pedone del nero · d2 pedone del nero · f2 pedone del nero · h2 pedone del nero · a1 alfiere del nero | a8 re del bianco · f8 alfiere del bianco · g8 alfiere del bianco · b7 donna del bianco · f6 pedone del nero · c4 torre del bianco · f4 torre del nero · h4 torre del nero · a3 cavallo del bianco · d3 cavallo del bianco · g3 donna del nero · a2 re del nero · b2 pedone del nero · d2 pedone del nero · f2 pedone del nero · h2 pedone del nero · a1 alfiere del nero | a8 re del bianco · f8 alfiere del bianco · g8 alfiere del bianco · b7 donna del bianco · f6 pedone del nero · c4 torre del bianco · f4 torre del nero · h4 torre del nero · a3 cavallo del bianco · d3 cavallo del bianco · g3 donna del nero · a2 re del nero · b2 pedone del nero · d2 pedone del nero · f2 pedone del nero · h2 pedone del nero · a1 alfiere del nero | a8 re del bianco · f8 alfiere del bianco · g8 alfiere del bianco · b7 donna del bianco · f6 pedone del nero · c4 torre del bianco · f4 torre del nero · h4 torre del nero · a3 cavallo del bianco · d3 cavallo del bianco · g3 donna del nero · a2 re del nero · b2 pedone del nero · d2 pedone del nero · f2 pedone del nero · h2 pedone del nero · a1 alfiere del nero | a8 re del bianco · f8 alfiere del bianco · g8 alfiere del bianco · b7 donna del bianco · f6 pedone del nero · c4 torre del bianco · f4 torre del nero · h4 torre del nero · a3 cavallo del bianco · d3 cavallo del bianco · g3 donna del nero · a2 re del nero · b2 pedone del nero · d2 pedone del nero · f2 pedone del nero · h2 pedone del nero · a1 alfiere del nero | 2 |
| 1 | a8 re del bianco · f8 alfiere del bianco · g8 alfiere del bianco · b7 donna del bianco · f6 pedone del nero · c4 torre del bianco · f4 torre del nero · h4 torre del nero · a3 cavallo del bianco · d3 cavallo del bianco · g3 donna del nero · a2 re del nero · b2 pedone del nero · d2 pedone del nero · f2 pedone del nero · h2 pedone del nero · a1 alfiere del nero | a8 re del bianco · f8 alfiere del bianco · g8 alfiere del bianco · b7 donna del bianco · f6 pedone del nero · c4 torre del bianco · f4 torre del nero · h4 torre del nero · a3 cavallo del bianco · d3 cavallo del bianco · g3 donna del nero · a2 re del nero · b2 pedone del nero · d2 pedone del nero · f2 pedone del nero · h2 pedone del nero · a1 alfiere del nero | a8 re del bianco · f8 alfiere del bianco · g8 alfiere del bianco · b7 donna del bianco · f6 pedone del nero · c4 torre del bianco · f4 torre del nero · h4 torre del nero · a3 cavallo del bianco · d3 cavallo del bianco · g3 donna del nero · a2 re del nero · b2 pedone del nero · d2 pedone del nero · f2 pedone del nero · h2 pedone del nero · a1 alfiere del nero | a8 re del bianco · f8 alfiere del bianco · g8 alfiere del bianco · b7 donna del bianco · f6 pedone del nero · c4 torre del bianco · f4 torre del nero · h4 torre del nero · a3 cavallo del bianco · d3 cavallo del bianco · g3 donna del nero · a2 re del nero · b2 pedone del nero · d2 pedone del nero · f2 pedone del nero · h2 pedone del nero · a1 alfiere del nero | a8 re del bianco · f8 alfiere del bianco · g8 alfiere del bianco · b7 donna del bianco · f6 pedone del nero · c4 torre del bianco · f4 torre del nero · h4 torre del nero · a3 cavallo del bianco · d3 cavallo del bianco · g3 donna del nero · a2 re del nero · b2 pedone del nero · d2 pedone del nero · f2 pedone del nero · h2 pedone del nero · a1 alfiere del nero | a8 re del bianco · f8 alfiere del bianco · g8 alfiere del bianco · b7 donna del bianco · f6 pedone del nero · c4 torre del bianco · f4 torre del nero · h4 torre del nero · a3 cavallo del bianco · d3 cavallo del bianco · g3 donna del nero · a2 re del nero · b2 pedone del nero · d2 pedone del nero · f2 pedone del nero · h2 pedone del nero · a1 alfiere del nero | a8 re del bianco · f8 alfiere del bianco · g8 alfiere del bianco · b7 donna del bianco · f6 pedone del nero · c4 torre del bianco · f4 torre del nero · h4 torre del nero · a3 cavallo del bianco · d3 cavallo del bianco · g3 donna del nero · a2 re del nero · b2 pedone del nero · d2 pedone del nero · f2 pedone del nero · h2 pedone del nero · a1 alfiere del nero | a8 re del bianco · f8 alfiere del bianco · g8 alfiere del bianco · b7 donna del bianco · f6 pedone del nero · c4 torre del bianco · f4 torre del nero · h4 torre del nero · a3 cavallo del bianco · d3 cavallo del bianco · g3 donna del nero · a2 re del nero · b2 pedone del nero · d2 pedone del nero · f2 pedone del nero · h2 pedone del nero · a1 alfiere del nero | 1 |
|   | a | b | c | d | e | f | g | h |   |

Soluzione:
Chiave:  1. Df3!!  (minaccia 2. Cb4#)

1. ...Dxf3+  2. Te4#
1. ...Txf3  2. Tg4#
1. ...Rb3  2. Cc1#
|   | a | b | c | d | e | f | g | h |   |
| 8 | b8 re del nero · d8 cavallo del nero · f8 torre del bianco · d7 pedone del bianco · f7 cavallo del nero · a6 re del bianco · b6 pedone del bianco · c6 alfiere del bianco · d6 pedone del bianco · e6 pedone del nero · b5 pedone del nero · c5 alfiere del bianco · d5 pedone del nero · g5 pedone del bianco · h5 pedone del nero · a4 pedone del nero · b4 cavallo del bianco · f4 pedone del bianco · g3 pedone del bianco · c2 pedone del nero · h2 torre del nero · b1 alfiere del nero · h1 donna del nero | b8 re del nero · d8 cavallo del nero · f8 torre del bianco · d7 pedone del bianco · f7 cavallo del nero · a6 re del bianco · b6 pedone del bianco · c6 alfiere del bianco · d6 pedone del bianco · e6 pedone del nero · b5 pedone del nero · c5 alfiere del bianco · d5 pedone del nero · g5 pedone del bianco · h5 pedone del nero · a4 pedone del nero · b4 cavallo del bianco · f4 pedone del bianco · g3 pedone del bianco · c2 pedone del nero · h2 torre del nero · b1 alfiere del nero · h1 donna del nero | b8 re del nero · d8 cavallo del nero · f8 torre del bianco · d7 pedone del bianco · f7 cavallo del nero · a6 re del bianco · b6 pedone del bianco · c6 alfiere del bianco · d6 pedone del bianco · e6 pedone del nero · b5 pedone del nero · c5 alfiere del bianco · d5 pedone del nero · g5 pedone del bianco · h5 pedone del nero · a4 pedone del nero · b4 cavallo del bianco · f4 pedone del bianco · g3 pedone del bianco · c2 pedone del nero · h2 torre del nero · b1 alfiere del nero · h1 donna del nero | b8 re del nero · d8 cavallo del nero · f8 torre del bianco · d7 pedone del bianco · f7 cavallo del nero · a6 re del bianco · b6 pedone del bianco · c6 alfiere del bianco · d6 pedone del bianco · e6 pedone del nero · b5 pedone del nero · c5 alfiere del bianco · d5 pedone del nero · g5 pedone del bianco · h5 pedone del nero · a4 pedone del nero · b4 cavallo del bianco · f4 pedone del bianco · g3 pedone del bianco · c2 pedone del nero · h2 torre del nero · b1 alfiere del nero · h1 donna del nero | b8 re del nero · d8 cavallo del nero · f8 torre del bianco · d7 pedone del bianco · f7 cavallo del nero · a6 re del bianco · b6 pedone del bianco · c6 alfiere del bianco · d6 pedone del bianco · e6 pedone del nero · b5 pedone del nero · c5 alfiere del bianco · d5 pedone del nero · g5 pedone del bianco · h5 pedone del nero · a4 pedone del nero · b4 cavallo del bianco · f4 pedone del bianco · g3 pedone del bianco · c2 pedone del nero · h2 torre del nero · b1 alfiere del nero · h1 donna del nero | b8 re del nero · d8 cavallo del nero · f8 torre del bianco · d7 pedone del bianco · f7 cavallo del nero · a6 re del bianco · b6 pedone del bianco · c6 alfiere del bianco · d6 pedone del bianco · e6 pedone del nero · b5 pedone del nero · c5 alfiere del bianco · d5 pedone del nero · g5 pedone del bianco · h5 pedone del nero · a4 pedone del nero · b4 cavallo del bianco · f4 pedone del bianco · g3 pedone del bianco · c2 pedone del nero · h2 torre del nero · b1 alfiere del nero · h1 donna del nero | b8 re del nero · d8 cavallo del nero · f8 torre del bianco · d7 pedone del bianco · f7 cavallo del nero · a6 re del bianco · b6 pedone del bianco · c6 alfiere del bianco · d6 pedone del bianco · e6 pedone del nero · b5 pedone del nero · c5 alfiere del bianco · d5 pedone del nero · g5 pedone del bianco · h5 pedone del nero · a4 pedone del nero · b4 cavallo del bianco · f4 pedone del bianco · g3 pedone del bianco · c2 pedone del nero · h2 torre del nero · b1 alfiere del nero · h1 donna del nero | b8 re del nero · d8 cavallo del nero · f8 torre del bianco · d7 pedone del bianco · f7 cavallo del nero · a6 re del bianco · b6 pedone del bianco · c6 alfiere del bianco · d6 pedone del bianco · e6 pedone del nero · b5 pedone del nero · c5 alfiere del bianco · d5 pedone del nero · g5 pedone del bianco · h5 pedone del nero · a4 pedone del nero · b4 cavallo del bianco · f4 pedone del bianco · g3 pedone del bianco · c2 pedone del nero · h2 torre del nero · b1 alfiere del nero · h1 donna del nero | 8 |
| 7 | b8 re del nero · d8 cavallo del nero · f8 torre del bianco · d7 pedone del bianco · f7 cavallo del nero · a6 re del bianco · b6 pedone del bianco · c6 alfiere del bianco · d6 pedone del bianco · e6 pedone del nero · b5 pedone del nero · c5 alfiere del bianco · d5 pedone del nero · g5 pedone del bianco · h5 pedone del nero · a4 pedone del nero · b4 cavallo del bianco · f4 pedone del bianco · g3 pedone del bianco · c2 pedone del nero · h2 torre del nero · b1 alfiere del nero · h1 donna del nero | b8 re del nero · d8 cavallo del nero · f8 torre del bianco · d7 pedone del bianco · f7 cavallo del nero · a6 re del bianco · b6 pedone del bianco · c6 alfiere del bianco · d6 pedone del bianco · e6 pedone del nero · b5 pedone del nero · c5 alfiere del bianco · d5 pedone del nero · g5 pedone del bianco · h5 pedone del nero · a4 pedone del nero · b4 cavallo del bianco · f4 pedone del bianco · g3 pedone del bianco · c2 pedone del nero · h2 torre del nero · b1 alfiere del nero · h1 donna del nero | b8 re del nero · d8 cavallo del nero · f8 torre del bianco · d7 pedone del bianco · f7 cavallo del nero · a6 re del bianco · b6 pedone del bianco · c6 alfiere del bianco · d6 pedone del bianco · e6 pedone del nero · b5 pedone del nero · c5 alfiere del bianco · d5 pedone del nero · g5 pedone del bianco · h5 pedone del nero · a4 pedone del nero · b4 cavallo del bianco · f4 pedone del bianco · g3 pedone del bianco · c2 pedone del nero · h2 torre del nero · b1 alfiere del nero · h1 donna del nero | b8 re del nero · d8 cavallo del nero · f8 torre del bianco · d7 pedone del bianco · f7 cavallo del nero · a6 re del bianco · b6 pedone del bianco · c6 alfiere del bianco · d6 pedone del bianco · e6 pedone del nero · b5 pedone del nero · c5 alfiere del bianco · d5 pedone del nero · g5 pedone del bianco · h5 pedone del nero · a4 pedone del nero · b4 cavallo del bianco · f4 pedone del bianco · g3 pedone del bianco · c2 pedone del nero · h2 torre del nero · b1 alfiere del nero · h1 donna del nero | b8 re del nero · d8 cavallo del nero · f8 torre del bianco · d7 pedone del bianco · f7 cavallo del nero · a6 re del bianco · b6 pedone del bianco · c6 alfiere del bianco · d6 pedone del bianco · e6 pedone del nero · b5 pedone del nero · c5 alfiere del bianco · d5 pedone del nero · g5 pedone del bianco · h5 pedone del nero · a4 pedone del nero · b4 cavallo del bianco · f4 pedone del bianco · g3 pedone del bianco · c2 pedone del nero · h2 torre del nero · b1 alfiere del nero · h1 donna del nero | b8 re del nero · d8 cavallo del nero · f8 torre del bianco · d7 pedone del bianco · f7 cavallo del nero · a6 re del bianco · b6 pedone del bianco · c6 alfiere del bianco · d6 pedone del bianco · e6 pedone del nero · b5 pedone del nero · c5 alfiere del bianco · d5 pedone del nero · g5 pedone del bianco · h5 pedone del nero · a4 pedone del nero · b4 cavallo del bianco · f4 pedone del bianco · g3 pedone del bianco · c2 pedone del nero · h2 torre del nero · b1 alfiere del nero · h1 donna del nero | b8 re del nero · d8 cavallo del nero · f8 torre del bianco · d7 pedone del bianco · f7 cavallo del nero · a6 re del bianco · b6 pedone del bianco · c6 alfiere del bianco · d6 pedone del bianco · e6 pedone del nero · b5 pedone del nero · c5 alfiere del bianco · d5 pedone del nero · g5 pedone del bianco · h5 pedone del nero · a4 pedone del nero · b4 cavallo del bianco · f4 pedone del bianco · g3 pedone del bianco · c2 pedone del nero · h2 torre del nero · b1 alfiere del nero · h1 donna del nero | b8 re del nero · d8 cavallo del nero · f8 torre del bianco · d7 pedone del bianco · f7 cavallo del nero · a6 re del bianco · b6 pedone del bianco · c6 alfiere del bianco · d6 pedone del bianco · e6 pedone del nero · b5 pedone del nero · c5 alfiere del bianco · d5 pedone del nero · g5 pedone del bianco · h5 pedone del nero · a4 pedone del nero · b4 cavallo del bianco · f4 pedone del bianco · g3 pedone del bianco · c2 pedone del nero · h2 torre del nero · b1 alfiere del nero · h1 donna del nero | 7 |
| 6 | b8 re del nero · d8 cavallo del nero · f8 torre del bianco · d7 pedone del bianco · f7 cavallo del nero · a6 re del bianco · b6 pedone del bianco · c6 alfiere del bianco · d6 pedone del bianco · e6 pedone del nero · b5 pedone del nero · c5 alfiere del bianco · d5 pedone del nero · g5 pedone del bianco · h5 pedone del nero · a4 pedone del nero · b4 cavallo del bianco · f4 pedone del bianco · g3 pedone del bianco · c2 pedone del nero · h2 torre del nero · b1 alfiere del nero · h1 donna del nero | b8 re del nero · d8 cavallo del nero · f8 torre del bianco · d7 pedone del bianco · f7 cavallo del nero · a6 re del bianco · b6 pedone del bianco · c6 alfiere del bianco · d6 pedone del bianco · e6 pedone del nero · b5 pedone del nero · c5 alfiere del bianco · d5 pedone del nero · g5 pedone del bianco · h5 pedone del nero · a4 pedone del nero · b4 cavallo del bianco · f4 pedone del bianco · g3 pedone del bianco · c2 pedone del nero · h2 torre del nero · b1 alfiere del nero · h1 donna del nero | b8 re del nero · d8 cavallo del nero · f8 torre del bianco · d7 pedone del bianco · f7 cavallo del nero · a6 re del bianco · b6 pedone del bianco · c6 alfiere del bianco · d6 pedone del bianco · e6 pedone del nero · b5 pedone del nero · c5 alfiere del bianco · d5 pedone del nero · g5 pedone del bianco · h5 pedone del nero · a4 pedone del nero · b4 cavallo del bianco · f4 pedone del bianco · g3 pedone del bianco · c2 pedone del nero · h2 torre del nero · b1 alfiere del nero · h1 donna del nero | b8 re del nero · d8 cavallo del nero · f8 torre del bianco · d7 pedone del bianco · f7 cavallo del nero · a6 re del bianco · b6 pedone del bianco · c6 alfiere del bianco · d6 pedone del bianco · e6 pedone del nero · b5 pedone del nero · c5 alfiere del bianco · d5 pedone del nero · g5 pedone del bianco · h5 pedone del nero · a4 pedone del nero · b4 cavallo del bianco · f4 pedone del bianco · g3 pedone del bianco · c2 pedone del nero · h2 torre del nero · b1 alfiere del nero · h1 donna del nero | b8 re del nero · d8 cavallo del nero · f8 torre del bianco · d7 pedone del bianco · f7 cavallo del nero · a6 re del bianco · b6 pedone del bianco · c6 alfiere del bianco · d6 pedone del bianco · e6 pedone del nero · b5 pedone del nero · c5 alfiere del bianco · d5 pedone del nero · g5 pedone del bianco · h5 pedone del nero · a4 pedone del nero · b4 cavallo del bianco · f4 pedone del bianco · g3 pedone del bianco · c2 pedone del nero · h2 torre del nero · b1 alfiere del nero · h1 donna del nero | b8 re del nero · d8 cavallo del nero · f8 torre del bianco · d7 pedone del bianco · f7 cavallo del nero · a6 re del bianco · b6 pedone del bianco · c6 alfiere del bianco · d6 pedone del bianco · e6 pedone del nero · b5 pedone del nero · c5 alfiere del bianco · d5 pedone del nero · g5 pedone del bianco · h5 pedone del nero · a4 pedone del nero · b4 cavallo del bianco · f4 pedone del bianco · g3 pedone del bianco · c2 pedone del nero · h2 torre del nero · b1 alfiere del nero · h1 donna del nero | b8 re del nero · d8 cavallo del nero · f8 torre del bianco · d7 pedone del bianco · f7 cavallo del nero · a6 re del bianco · b6 pedone del bianco · c6 alfiere del bianco · d6 pedone del bianco · e6 pedone del nero · b5 pedone del nero · c5 alfiere del bianco · d5 pedone del nero · g5 pedone del bianco · h5 pedone del nero · a4 pedone del nero · b4 cavallo del bianco · f4 pedone del bianco · g3 pedone del bianco · c2 pedone del nero · h2 torre del nero · b1 alfiere del nero · h1 donna del nero | b8 re del nero · d8 cavallo del nero · f8 torre del bianco · d7 pedone del bianco · f7 cavallo del nero · a6 re del bianco · b6 pedone del bianco · c6 alfiere del bianco · d6 pedone del bianco · e6 pedone del nero · b5 pedone del nero · c5 alfiere del bianco · d5 pedone del nero · g5 pedone del bianco · h5 pedone del nero · a4 pedone del nero · b4 cavallo del bianco · f4 pedone del bianco · g3 pedone del bianco · c2 pedone del nero · h2 torre del nero · b1 alfiere del nero · h1 donna del nero | 6 |
| 5 | b8 re del nero · d8 cavallo del nero · f8 torre del bianco · d7 pedone del bianco · f7 cavallo del nero · a6 re del bianco · b6 pedone del bianco · c6 alfiere del bianco · d6 pedone del bianco · e6 pedone del nero · b5 pedone del nero · c5 alfiere del bianco · d5 pedone del nero · g5 pedone del bianco · h5 pedone del nero · a4 pedone del nero · b4 cavallo del bianco · f4 pedone del bianco · g3 pedone del bianco · c2 pedone del nero · h2 torre del nero · b1 alfiere del nero · h1 donna del nero | b8 re del nero · d8 cavallo del nero · f8 torre del bianco · d7 pedone del bianco · f7 cavallo del nero · a6 re del bianco · b6 pedone del bianco · c6 alfiere del bianco · d6 pedone del bianco · e6 pedone del nero · b5 pedone del nero · c5 alfiere del bianco · d5 pedone del nero · g5 pedone del bianco · h5 pedone del nero · a4 pedone del nero · b4 cavallo del bianco · f4 pedone del bianco · g3 pedone del bianco · c2 pedone del nero · h2 torre del nero · b1 alfiere del nero · h1 donna del nero | b8 re del nero · d8 cavallo del nero · f8 torre del bianco · d7 pedone del bianco · f7 cavallo del nero · a6 re del bianco · b6 pedone del bianco · c6 alfiere del bianco · d6 pedone del bianco · e6 pedone del nero · b5 pedone del nero · c5 alfiere del bianco · d5 pedone del nero · g5 pedone del bianco · h5 pedone del nero · a4 pedone del nero · b4 cavallo del bianco · f4 pedone del bianco · g3 pedone del bianco · c2 pedone del nero · h2 torre del nero · b1 alfiere del nero · h1 donna del nero | b8 re del nero · d8 cavallo del nero · f8 torre del bianco · d7 pedone del bianco · f7 cavallo del nero · a6 re del bianco · b6 pedone del bianco · c6 alfiere del bianco · d6 pedone del bianco · e6 pedone del nero · b5 pedone del nero · c5 alfiere del bianco · d5 pedone del nero · g5 pedone del bianco · h5 pedone del nero · a4 pedone del nero · b4 cavallo del bianco · f4 pedone del bianco · g3 pedone del bianco · c2 pedone del nero · h2 torre del nero · b1 alfiere del nero · h1 donna del nero | b8 re del nero · d8 cavallo del nero · f8 torre del bianco · d7 pedone del bianco · f7 cavallo del nero · a6 re del bianco · b6 pedone del bianco · c6 alfiere del bianco · d6 pedone del bianco · e6 pedone del nero · b5 pedone del nero · c5 alfiere del bianco · d5 pedone del nero · g5 pedone del bianco · h5 pedone del nero · a4 pedone del nero · b4 cavallo del bianco · f4 pedone del bianco · g3 pedone del bianco · c2 pedone del nero · h2 torre del nero · b1 alfiere del nero · h1 donna del nero | b8 re del nero · d8 cavallo del nero · f8 torre del bianco · d7 pedone del bianco · f7 cavallo del nero · a6 re del bianco · b6 pedone del bianco · c6 alfiere del bianco · d6 pedone del bianco · e6 pedone del nero · b5 pedone del nero · c5 alfiere del bianco · d5 pedone del nero · g5 pedone del bianco · h5 pedone del nero · a4 pedone del nero · b4 cavallo del bianco · f4 pedone del bianco · g3 pedone del bianco · c2 pedone del nero · h2 torre del nero · b1 alfiere del nero · h1 donna del nero | b8 re del nero · d8 cavallo del nero · f8 torre del bianco · d7 pedone del bianco · f7 cavallo del nero · a6 re del bianco · b6 pedone del bianco · c6 alfiere del bianco · d6 pedone del bianco · e6 pedone del nero · b5 pedone del nero · c5 alfiere del bianco · d5 pedone del nero · g5 pedone del bianco · h5 pedone del nero · a4 pedone del nero · b4 cavallo del bianco · f4 pedone del bianco · g3 pedone del bianco · c2 pedone del nero · h2 torre del nero · b1 alfiere del nero · h1 donna del nero | b8 re del nero · d8 cavallo del nero · f8 torre del bianco · d7 pedone del bianco · f7 cavallo del nero · a6 re del bianco · b6 pedone del bianco · c6 alfiere del bianco · d6 pedone del bianco · e6 pedone del nero · b5 pedone del nero · c5 alfiere del bianco · d5 pedone del nero · g5 pedone del bianco · h5 pedone del nero · a4 pedone del nero · b4 cavallo del bianco · f4 pedone del bianco · g3 pedone del bianco · c2 pedone del nero · h2 torre del nero · b1 alfiere del nero · h1 donna del nero | 5 |
| 4 | b8 re del nero · d8 cavallo del nero · f8 torre del bianco · d7 pedone del bianco · f7 cavallo del nero · a6 re del bianco · b6 pedone del bianco · c6 alfiere del bianco · d6 pedone del bianco · e6 pedone del nero · b5 pedone del nero · c5 alfiere del bianco · d5 pedone del nero · g5 pedone del bianco · h5 pedone del nero · a4 pedone del nero · b4 cavallo del bianco · f4 pedone del bianco · g3 pedone del bianco · c2 pedone del nero · h2 torre del nero · b1 alfiere del nero · h1 donna del nero | b8 re del nero · d8 cavallo del nero · f8 torre del bianco · d7 pedone del bianco · f7 cavallo del nero · a6 re del bianco · b6 pedone del bianco · c6 alfiere del bianco · d6 pedone del bianco · e6 pedone del nero · b5 pedone del nero · c5 alfiere del bianco · d5 pedone del nero · g5 pedone del bianco · h5 pedone del nero · a4 pedone del nero · b4 cavallo del bianco · f4 pedone del bianco · g3 pedone del bianco · c2 pedone del nero · h2 torre del nero · b1 alfiere del nero · h1 donna del nero | b8 re del nero · d8 cavallo del nero · f8 torre del bianco · d7 pedone del bianco · f7 cavallo del nero · a6 re del bianco · b6 pedone del bianco · c6 alfiere del bianco · d6 pedone del bianco · e6 pedone del nero · b5 pedone del nero · c5 alfiere del bianco · d5 pedone del nero · g5 pedone del bianco · h5 pedone del nero · a4 pedone del nero · b4 cavallo del bianco · f4 pedone del bianco · g3 pedone del bianco · c2 pedone del nero · h2 torre del nero · b1 alfiere del nero · h1 donna del nero | b8 re del nero · d8 cavallo del nero · f8 torre del bianco · d7 pedone del bianco · f7 cavallo del nero · a6 re del bianco · b6 pedone del bianco · c6 alfiere del bianco · d6 pedone del bianco · e6 pedone del nero · b5 pedone del nero · c5 alfiere del bianco · d5 pedone del nero · g5 pedone del bianco · h5 pedone del nero · a4 pedone del nero · b4 cavallo del bianco · f4 pedone del bianco · g3 pedone del bianco · c2 pedone del nero · h2 torre del nero · b1 alfiere del nero · h1 donna del nero | b8 re del nero · d8 cavallo del nero · f8 torre del bianco · d7 pedone del bianco · f7 cavallo del nero · a6 re del bianco · b6 pedone del bianco · c6 alfiere del bianco · d6 pedone del bianco · e6 pedone del nero · b5 pedone del nero · c5 alfiere del bianco · d5 pedone del nero · g5 pedone del bianco · h5 pedone del nero · a4 pedone del nero · b4 cavallo del bianco · f4 pedone del bianco · g3 pedone del bianco · c2 pedone del nero · h2 torre del nero · b1 alfiere del nero · h1 donna del nero | b8 re del nero · d8 cavallo del nero · f8 torre del bianco · d7 pedone del bianco · f7 cavallo del nero · a6 re del bianco · b6 pedone del bianco · c6 alfiere del bianco · d6 pedone del bianco · e6 pedone del nero · b5 pedone del nero · c5 alfiere del bianco · d5 pedone del nero · g5 pedone del bianco · h5 pedone del nero · a4 pedone del nero · b4 cavallo del bianco · f4 pedone del bianco · g3 pedone del bianco · c2 pedone del nero · h2 torre del nero · b1 alfiere del nero · h1 donna del nero | b8 re del nero · d8 cavallo del nero · f8 torre del bianco · d7 pedone del bianco · f7 cavallo del nero · a6 re del bianco · b6 pedone del bianco · c6 alfiere del bianco · d6 pedone del bianco · e6 pedone del nero · b5 pedone del nero · c5 alfiere del bianco · d5 pedone del nero · g5 pedone del bianco · h5 pedone del nero · a4 pedone del nero · b4 cavallo del bianco · f4 pedone del bianco · g3 pedone del bianco · c2 pedone del nero · h2 torre del nero · b1 alfiere del nero · h1 donna del nero | b8 re del nero · d8 cavallo del nero · f8 torre del bianco · d7 pedone del bianco · f7 cavallo del nero · a6 re del bianco · b6 pedone del bianco · c6 alfiere del bianco · d6 pedone del bianco · e6 pedone del nero · b5 pedone del nero · c5 alfiere del bianco · d5 pedone del nero · g5 pedone del bianco · h5 pedone del nero · a4 pedone del nero · b4 cavallo del bianco · f4 pedone del bianco · g3 pedone del bianco · c2 pedone del nero · h2 torre del nero · b1 alfiere del nero · h1 donna del nero | 4 |
| 3 | b8 re del nero · d8 cavallo del nero · f8 torre del bianco · d7 pedone del bianco · f7 cavallo del nero · a6 re del bianco · b6 pedone del bianco · c6 alfiere del bianco · d6 pedone del bianco · e6 pedone del nero · b5 pedone del nero · c5 alfiere del bianco · d5 pedone del nero · g5 pedone del bianco · h5 pedone del nero · a4 pedone del nero · b4 cavallo del bianco · f4 pedone del bianco · g3 pedone del bianco · c2 pedone del nero · h2 torre del nero · b1 alfiere del nero · h1 donna del nero | b8 re del nero · d8 cavallo del nero · f8 torre del bianco · d7 pedone del bianco · f7 cavallo del nero · a6 re del bianco · b6 pedone del bianco · c6 alfiere del bianco · d6 pedone del bianco · e6 pedone del nero · b5 pedone del nero · c5 alfiere del bianco · d5 pedone del nero · g5 pedone del bianco · h5 pedone del nero · a4 pedone del nero · b4 cavallo del bianco · f4 pedone del bianco · g3 pedone del bianco · c2 pedone del nero · h2 torre del nero · b1 alfiere del nero · h1 donna del nero | b8 re del nero · d8 cavallo del nero · f8 torre del bianco · d7 pedone del bianco · f7 cavallo del nero · a6 re del bianco · b6 pedone del bianco · c6 alfiere del bianco · d6 pedone del bianco · e6 pedone del nero · b5 pedone del nero · c5 alfiere del bianco · d5 pedone del nero · g5 pedone del bianco · h5 pedone del nero · a4 pedone del nero · b4 cavallo del bianco · f4 pedone del bianco · g3 pedone del bianco · c2 pedone del nero · h2 torre del nero · b1 alfiere del nero · h1 donna del nero | b8 re del nero · d8 cavallo del nero · f8 torre del bianco · d7 pedone del bianco · f7 cavallo del nero · a6 re del bianco · b6 pedone del bianco · c6 alfiere del bianco · d6 pedone del bianco · e6 pedone del nero · b5 pedone del nero · c5 alfiere del bianco · d5 pedone del nero · g5 pedone del bianco · h5 pedone del nero · a4 pedone del nero · b4 cavallo del bianco · f4 pedone del bianco · g3 pedone del bianco · c2 pedone del nero · h2 torre del nero · b1 alfiere del nero · h1 donna del nero | b8 re del nero · d8 cavallo del nero · f8 torre del bianco · d7 pedone del bianco · f7 cavallo del nero · a6 re del bianco · b6 pedone del bianco · c6 alfiere del bianco · d6 pedone del bianco · e6 pedone del nero · b5 pedone del nero · c5 alfiere del bianco · d5 pedone del nero · g5 pedone del bianco · h5 pedone del nero · a4 pedone del nero · b4 cavallo del bianco · f4 pedone del bianco · g3 pedone del bianco · c2 pedone del nero · h2 torre del nero · b1 alfiere del nero · h1 donna del nero | b8 re del nero · d8 cavallo del nero · f8 torre del bianco · d7 pedone del bianco · f7 cavallo del nero · a6 re del bianco · b6 pedone del bianco · c6 alfiere del bianco · d6 pedone del bianco · e6 pedone del nero · b5 pedone del nero · c5 alfiere del bianco · d5 pedone del nero · g5 pedone del bianco · h5 pedone del nero · a4 pedone del nero · b4 cavallo del bianco · f4 pedone del bianco · g3 pedone del bianco · c2 pedone del nero · h2 torre del nero · b1 alfiere del nero · h1 donna del nero | b8 re del nero · d8 cavallo del nero · f8 torre del bianco · d7 pedone del bianco · f7 cavallo del nero · a6 re del bianco · b6 pedone del bianco · c6 alfiere del bianco · d6 pedone del bianco · e6 pedone del nero · b5 pedone del nero · c5 alfiere del bianco · d5 pedone del nero · g5 pedone del bianco · h5 pedone del nero · a4 pedone del nero · b4 cavallo del bianco · f4 pedone del bianco · g3 pedone del bianco · c2 pedone del nero · h2 torre del nero · b1 alfiere del nero · h1 donna del nero | b8 re del nero · d8 cavallo del nero · f8 torre del bianco · d7 pedone del bianco · f7 cavallo del nero · a6 re del bianco · b6 pedone del bianco · c6 alfiere del bianco · d6 pedone del bianco · e6 pedone del nero · b5 pedone del nero · c5 alfiere del bianco · d5 pedone del nero · g5 pedone del bianco · h5 pedone del nero · a4 pedone del nero · b4 cavallo del bianco · f4 pedone del bianco · g3 pedone del bianco · c2 pedone del nero · h2 torre del nero · b1 alfiere del nero · h1 donna del nero | 3 |
| 2 | b8 re del nero · d8 cavallo del nero · f8 torre del bianco · d7 pedone del bianco · f7 cavallo del nero · a6 re del bianco · b6 pedone del bianco · c6 alfiere del bianco · d6 pedone del bianco · e6 pedone del nero · b5 pedone del nero · c5 alfiere del bianco · d5 pedone del nero · g5 pedone del bianco · h5 pedone del nero · a4 pedone del nero · b4 cavallo del bianco · f4 pedone del bianco · g3 pedone del bianco · c2 pedone del nero · h2 torre del nero · b1 alfiere del nero · h1 donna del nero | b8 re del nero · d8 cavallo del nero · f8 torre del bianco · d7 pedone del bianco · f7 cavallo del nero · a6 re del bianco · b6 pedone del bianco · c6 alfiere del bianco · d6 pedone del bianco · e6 pedone del nero · b5 pedone del nero · c5 alfiere del bianco · d5 pedone del nero · g5 pedone del bianco · h5 pedone del nero · a4 pedone del nero · b4 cavallo del bianco · f4 pedone del bianco · g3 pedone del bianco · c2 pedone del nero · h2 torre del nero · b1 alfiere del nero · h1 donna del nero | b8 re del nero · d8 cavallo del nero · f8 torre del bianco · d7 pedone del bianco · f7 cavallo del nero · a6 re del bianco · b6 pedone del bianco · c6 alfiere del bianco · d6 pedone del bianco · e6 pedone del nero · b5 pedone del nero · c5 alfiere del bianco · d5 pedone del nero · g5 pedone del bianco · h5 pedone del nero · a4 pedone del nero · b4 cavallo del bianco · f4 pedone del bianco · g3 pedone del bianco · c2 pedone del nero · h2 torre del nero · b1 alfiere del nero · h1 donna del nero | b8 re del nero · d8 cavallo del nero · f8 torre del bianco · d7 pedone del bianco · f7 cavallo del nero · a6 re del bianco · b6 pedone del bianco · c6 alfiere del bianco · d6 pedone del bianco · e6 pedone del nero · b5 pedone del nero · c5 alfiere del bianco · d5 pedone del nero · g5 pedone del bianco · h5 pedone del nero · a4 pedone del nero · b4 cavallo del bianco · f4 pedone del bianco · g3 pedone del bianco · c2 pedone del nero · h2 torre del nero · b1 alfiere del nero · h1 donna del nero | b8 re del nero · d8 cavallo del nero · f8 torre del bianco · d7 pedone del bianco · f7 cavallo del nero · a6 re del bianco · b6 pedone del bianco · c6 alfiere del bianco · d6 pedone del bianco · e6 pedone del nero · b5 pedone del nero · c5 alfiere del bianco · d5 pedone del nero · g5 pedone del bianco · h5 pedone del nero · a4 pedone del nero · b4 cavallo del bianco · f4 pedone del bianco · g3 pedone del bianco · c2 pedone del nero · h2 torre del nero · b1 alfiere del nero · h1 donna del nero | b8 re del nero · d8 cavallo del nero · f8 torre del bianco · d7 pedone del bianco · f7 cavallo del nero · a6 re del bianco · b6 pedone del bianco · c6 alfiere del bianco · d6 pedone del bianco · e6 pedone del nero · b5 pedone del nero · c5 alfiere del bianco · d5 pedone del nero · g5 pedone del bianco · h5 pedone del nero · a4 pedone del nero · b4 cavallo del bianco · f4 pedone del bianco · g3 pedone del bianco · c2 pedone del nero · h2 torre del nero · b1 alfiere del nero · h1 donna del nero | b8 re del nero · d8 cavallo del nero · f8 torre del bianco · d7 pedone del bianco · f7 cavallo del nero · a6 re del bianco · b6 pedone del bianco · c6 alfiere del bianco · d6 pedone del bianco · e6 pedone del nero · b5 pedone del nero · c5 alfiere del bianco · d5 pedone del nero · g5 pedone del bianco · h5 pedone del nero · a4 pedone del nero · b4 cavallo del bianco · f4 pedone del bianco · g3 pedone del bianco · c2 pedone del nero · h2 torre del nero · b1 alfiere del nero · h1 donna del nero | b8 re del nero · d8 cavallo del nero · f8 torre del bianco · d7 pedone del bianco · f7 cavallo del nero · a6 re del bianco · b6 pedone del bianco · c6 alfiere del bianco · d6 pedone del bianco · e6 pedone del nero · b5 pedone del nero · c5 alfiere del bianco · d5 pedone del nero · g5 pedone del bianco · h5 pedone del nero · a4 pedone del nero · b4 cavallo del bianco · f4 pedone del bianco · g3 pedone del bianco · c2 pedone del nero · h2 torre del nero · b1 alfiere del nero · h1 donna del nero | 2 |
| 1 | b8 re del nero · d8 cavallo del nero · f8 torre del bianco · d7 pedone del bianco · f7 cavallo del nero · a6 re del bianco · b6 pedone del bianco · c6 alfiere del bianco · d6 pedone del bianco · e6 pedone del nero · b5 pedone del nero · c5 alfiere del bianco · d5 pedone del nero · g5 pedone del bianco · h5 pedone del nero · a4 pedone del nero · b4 cavallo del bianco · f4 pedone del bianco · g3 pedone del bianco · c2 pedone del nero · h2 torre del nero · b1 alfiere del nero · h1 donna del nero | b8 re del nero · d8 cavallo del nero · f8 torre del bianco · d7 pedone del bianco · f7 cavallo del nero · a6 re del bianco · b6 pedone del bianco · c6 alfiere del bianco · d6 pedone del bianco · e6 pedone del nero · b5 pedone del nero · c5 alfiere del bianco · d5 pedone del nero · g5 pedone del bianco · h5 pedone del nero · a4 pedone del nero · b4 cavallo del bianco · f4 pedone del bianco · g3 pedone del bianco · c2 pedone del nero · h2 torre del nero · b1 alfiere del nero · h1 donna del nero | b8 re del nero · d8 cavallo del nero · f8 torre del bianco · d7 pedone del bianco · f7 cavallo del nero · a6 re del bianco · b6 pedone del bianco · c6 alfiere del bianco · d6 pedone del bianco · e6 pedone del nero · b5 pedone del nero · c5 alfiere del bianco · d5 pedone del nero · g5 pedone del bianco · h5 pedone del nero · a4 pedone del nero · b4 cavallo del bianco · f4 pedone del bianco · g3 pedone del bianco · c2 pedone del nero · h2 torre del nero · b1 alfiere del nero · h1 donna del nero | b8 re del nero · d8 cavallo del nero · f8 torre del bianco · d7 pedone del bianco · f7 cavallo del nero · a6 re del bianco · b6 pedone del bianco · c6 alfiere del bianco · d6 pedone del bianco · e6 pedone del nero · b5 pedone del nero · c5 alfiere del bianco · d5 pedone del nero · g5 pedone del bianco · h5 pedone del nero · a4 pedone del nero · b4 cavallo del bianco · f4 pedone del bianco · g3 pedone del bianco · c2 pedone del nero · h2 torre del nero · b1 alfiere del nero · h1 donna del nero | b8 re del nero · d8 cavallo del nero · f8 torre del bianco · d7 pedone del bianco · f7 cavallo del nero · a6 re del bianco · b6 pedone del bianco · c6 alfiere del bianco · d6 pedone del bianco · e6 pedone del nero · b5 pedone del nero · c5 alfiere del bianco · d5 pedone del nero · g5 pedone del bianco · h5 pedone del nero · a4 pedone del nero · b4 cavallo del bianco · f4 pedone del bianco · g3 pedone del bianco · c2 pedone del nero · h2 torre del nero · b1 alfiere del nero · h1 donna del nero | b8 re del nero · d8 cavallo del nero · f8 torre del bianco · d7 pedone del bianco · f7 cavallo del nero · a6 re del bianco · b6 pedone del bianco · c6 alfiere del bianco · d6 pedone del bianco · e6 pedone del nero · b5 pedone del nero · c5 alfiere del bianco · d5 pedone del nero · g5 pedone del bianco · h5 pedone del nero · a4 pedone del nero · b4 cavallo del bianco · f4 pedone del bianco · g3 pedone del bianco · c2 pedone del nero · h2 torre del nero · b1 alfiere del nero · h1 donna del nero | b8 re del nero · d8 cavallo del nero · f8 torre del bianco · d7 pedone del bianco · f7 cavallo del nero · a6 re del bianco · b6 pedone del bianco · c6 alfiere del bianco · d6 pedone del bianco · e6 pedone del nero · b5 pedone del nero · c5 alfiere del bianco · d5 pedone del nero · g5 pedone del bianco · h5 pedone del nero · a4 pedone del nero · b4 cavallo del bianco · f4 pedone del bianco · g3 pedone del bianco · c2 pedone del nero · h2 torre del nero · b1 alfiere del nero · h1 donna del nero | b8 re del nero · d8 cavallo del nero · f8 torre del bianco · d7 pedone del bianco · f7 cavallo del nero · a6 re del bianco · b6 pedone del bianco · c6 alfiere del bianco · d6 pedone del bianco · e6 pedone del nero · b5 pedone del nero · c5 alfiere del bianco · d5 pedone del nero · g5 pedone del bianco · h5 pedone del nero · a4 pedone del nero · b4 cavallo del bianco · f4 pedone del bianco · g3 pedone del bianco · c2 pedone del nero · h2 torre del nero · b1 alfiere del nero · h1 donna del nero | 1 |
|   | a | b | c | d | e | f | g | h |   |

Soluzione:
Chiave: 1. g6 !  (min. 2. gxf7 e 3. Txd8)

1... Td2 (per giocare Dh4 e difendere il cavallo d8)

2. Ra5! ∼  3. Ca6#
1... Te2  2. Rxb5 ∼  3. Ca6#
1... Tf2  2. b7 ∼  3. Aa7#